# Legionäre
Legionäre è il secondo album in studio di Michael Cretu, pubblicato nel 1983 dall'etichetta Virgin Records.

## Tracce
1. "Legionäre" – 1:39
2. "Total Normal" – 3:54
3. "Spiel auf Zeit" – 3:52
4. "Frau aus Stein" – 4:52
5. "Goldene Jahre" – 3:23
6. "Zeitlose Reise"¹ – 3:23
7. "Data-Alpha-4" – 3:24
8. "Karawanen" (instrumental) – 3:37
9. "Der Planet der Verlorenen Zeit" – 5:56